# Đảo Antsiferov
Đảo Antsiferov (tiếng Nga: Остров Анциферова) còn được gọi là Shirinki (tiếng Nga: Ширинки; tiếng Nhật: 林島, Shirinki-tō) là một hòn đảo núi lửa không có người ở nằm trong chuỗi quần đảo phía bắc thuộc quần đảo Kuril nằm trong biển Okshotsk ở tây bắc Thái Bình Dương. Tên tiếng Nhật trước đây của hòn đảo có nguồn gốc từ tiếng Ainu nghĩa là "nơi của những ngọn sóng cao". Hòn đảo ở gần nhất là đảo Paramushir, nằm cách 15 km qua eo biển Lư Nhậm. Tên hiện tại của hòn đảo được nhà thám hiểm người Cossack Danila Antsiferov đặt, ông là người đầu tiên mô tả nó cùng với quần đảo Kuril phía Bắc khác vào đầu thế kỷ 18.

## Địa chất học
Antsiferov là một hòn đảo gần tròn với diện tích khoảng 6 km². Hòn đảo là một núi lửa dạng tầng với đường kính 4,25 km và với một đỉnh trung tâm (tiếng Nhật: 蓮華 岳; Renge-dake) với chiều cao 761 mét, được đánh dấu bằng một hõm chảo có đường kính 0,75 km. Hai mái nham thạch nằm gần các bức tường vi phạm, dường như có nguồn gốc tương đối muộn, mặc dù không có vụ phun trào núi lửa nào được quan sát thấy ở Antsiferov trong thời hiện đại. Phần lớn hòn đảo được bao phủ bởi đá bọt từ các mỏ trầm tích đá mạt vụn núi lửa.

## Động vật
Đầu phía nam của Antsiferov là địa điểm của một trong năm trại nuôi sư tử biển Steller lớn (khoảng 600 con) trên Quần đảo Kuril. Bởi vì không có động vật săn mồi trên cạn, đây cũng là nơi trú ngụ của Hải âu Fulmar phương Bắc và những con nhạn đuôi chồn làm tổ trong các hốc dọc theo sườn dốc của nó. Các loài chim sống trên vách đá, như Rissa và Uria lomvia cũng rất phong phú.

## Lịch sử
Antsiferov không có nơi cư trú vĩnh viễn trước khi tiếp xúc có sự tiếp xúc với châu Âu, nhưng đã được các bộ lạc Ainu ghé thăm vào mùa hè để săn bắn. Được tuyên bố bởi Đế quốc Nga, chủ quyền đã được chuyển cho Đế quốc Nhật Bản theo Hiệp ước Saint Petersburg cùng với phần còn lại của quần đảo Kuril. Hòn đảo này trước đây được quản lý như một phần của quận Shimushu thuộc phân khu Nemuro của tỉnh Hokkaidoaidō. Sau Thế chiến II, hòn đảo này nằm dưới sự kiểm soát của Liên Xô, và hiện được quản lý như một phần của tỉnh Sakhalin của Liên bang Nga. Hòn đảo hiện là một phần của nơi trú ẩn động vật hoang dã

### Tư liệu
- "Shirinki". Global Volcanism Program. Smithsonian Institution.